# Bouillon
Bouillon je belgické město ležící ve valonské oblasti v provincii Lucemburk. K 1. lednu 2007 měl 5 477 obyvatel.
První zmínka o Bouillonu pochází z roku 998, kdy byl místní hrad střediskem samostatného panství v Lotrinsku. V 11. století patřil dolnolotrinským vévodům a roku 1082 jej zdědil Godefroi z Bouillonu, pozdější vůdce a hrdina první křížové výpravy. Ten jej prodal lutyšskému biskupovi s cílem získat peníze pro tento válečný podnik.
Panství se v následujících staletích stává předmětem sporů mezi biskupy (kteří nejpozději v roce 1291 začali užívat titulu vévodů bouilonských) a jednou z větví rodu de la Marck, které náleželo dědičné purkrabství bouillonského hradu. Koncem 16. století přecházejí nároky rodu de la Marck na Henriho de la Tour d'Auvergne, maršála Francie, jehož potomci získávají s francouzskou pomocí Bouillon roku 1676 jako samostatné vévodství. To vzalo zasvé ve víru historických událostí v období Velké francouzské revoluce a roku 1815 bylo Vídeňským kongresem vévodství postoupeno králi nizozemskému jakožto velkovévodovi lucemburskému. Roku 1839 byl Bouillon spolu s celou lucemburskou provincií připojen k nově vzniklému Belgickému království.
Je rodným městem belgického nacisty Léona Degrella.